# Š

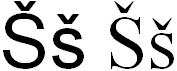
La lettera Š nei font Arial e Times New Roman.

La lettera Š è un grafema, derivato dalla lettera S dell'alfabeto latino, utilizzato in alcune lingue, specialmente quelle slave per indicare una fricativa postalveolare sorda (/ʃ/) o la fricativa retroflessa sorda /ʂ/.
La lettera maiuscola Š e la minuscola š sono codificate in Unicode rispettivamente con U+0160 e U+0161.
Il simbolo si è sviluppato dall'alfabeto ceco durante il XV secolo come riforma introdotta da Jan Hus. Da allora è stato adottato nel 1830 dall'alfabeto croato e poi di seguito dall'alfabeto slovacco, dall'alfabeto łacinka, dall'alfabeto sloveno e dall'alfabeto sorabo.